# Милица Јелић
Милица Јелић (Београд, 1990) је манекенка која је као двадесетогодишњакиња представљала Србију на Мис света 2010. у Сањи, Кина. Она се такође такмичила на избору за Мис Србије 2009. године и ушла је у првих 10 такмичарки.
Удата је за српског кошаркаша Ивана Паунића, имају сина Луку.